# Rafael Palmero Ramos
Rafael Palmero Ramos (Morales del Rey, provincia de Zamora, diócesis de Astorga, 27 de julio de 1936-Alicante, 8 de marzo de 2021) fue un sacerdote católico español que fue obispo auxiliar de Toledo (1987-1996), obispo de Palencia (1996-2006) y obispo de Orihuela-Alicante (2006-2012).

## Vida religiosa
Curso los estudios de humanidades y filosóficos y los dos primeros años de teología en el seminario conciliar de Astorga. Después, en Roma, amplió su formación teológica. Allí obtuvo la licenciatura y el doctorado en Teología por la Pontificia Universidad Gregoriana y la licenciatura en Ciencias Sociales por la Pontificia Universidad Santo Tomas de Aquino “Angelicum”. 
- Fue ordenado sacerdote el 13 de septiembre de 1959 en Astorga.
- Su ministerio presbiteral comenzó en la diócesis de Astorga.
- El año 1972 se trasladó, junto a González Martín, a Toledo.
- Presidente del Patronato de la "Fundación Las Edades del Hombre" desde fecha hasta 24 de diciembre de 2005, sucediondole Casimiro López Llorente, obispo de Zamora.
- En la Conferencia Episcopal Española es miembro de la Comisión Episcopal de Pastoral y del Consejo de Economía.

En su ministerio presbiteral ha desempeñado los siguientes cargos:
- 1961-1965: Secretario de Estudios y profesor de Eclesiología y de Doctrina Social de la Iglesia en el Seminario Mayor Diocesano de Astorga;
- 1963-1968: Delegado Episcopal de Cáritas diocesana de Astorga;
- 1968-1972: Secretario particular del Arzobispo de Barcelona Mons. Marcelo González Martín;
- 1969-1972: Presidente del Patronato Diocesano de la "Obra Benéfica Asistencial del Niño Dios" de Barcelona;
- 1972-1987: Profesor del Seminario Mayor de Toledo;
- 1972-1987: Vicario general de Toledo;
- 1974-1987: Arcediano de la Catedral de Toledo.
- El 24 de noviembre de 1987 fue nombrado obispo auxiliar de Toledo y obispo titular de Pedena. Y recibió la ordenación episcopal el 24 de enero de 1988.
- El 9 de enero de 1996 fue trasladado a la sede episcopal de Palencia.
- El 21 de enero de 2006, tomó posesión de su cargo como obispo de Orihuela-Alicante. Fue en la Catedral de Orihuela, en una misa a la que asistió el Nuncio en España, Monteiro de Castro, 47 obispos y 2 cardenales, entre ellos el metropolitano de Valencia en aquel momento, Agustín García Gascó.
- El 5 de enero de 2011 fue nombrado por Benedicto XVI miembro del Pontificio Consejo para la Pastoral de la Salud.